# Baumgarten Nándor
Baumgarten Nándor (Pest, 1873. május 29. – Budapest, 1935. május 29.) ügyvéd, kereskedelmi jogász, bíró, címzetes egyetemi tanár, jogtudós.

## Élete
Baumgarten Lajos (1846–1918) kereskedő és Rust Malvina fiaként született. Egyik nagybátyja, Baumgarten Izidor neves büntetőjogász, másik nagybátyja Baumgarten Károly kereskedelmi jogi bíró volt. Felsőfokú tanulmányait Lipcsében, Berlinben és Budapesten végezte. 1896-ban itt avatták jogtudományi doktorrá, 1899-ben ügyvédi oklevelet, 1905-ben pedig a Budapesti Tudományegyetemen kereskedelmi és váltójogból magántanári képesítést szerzett.

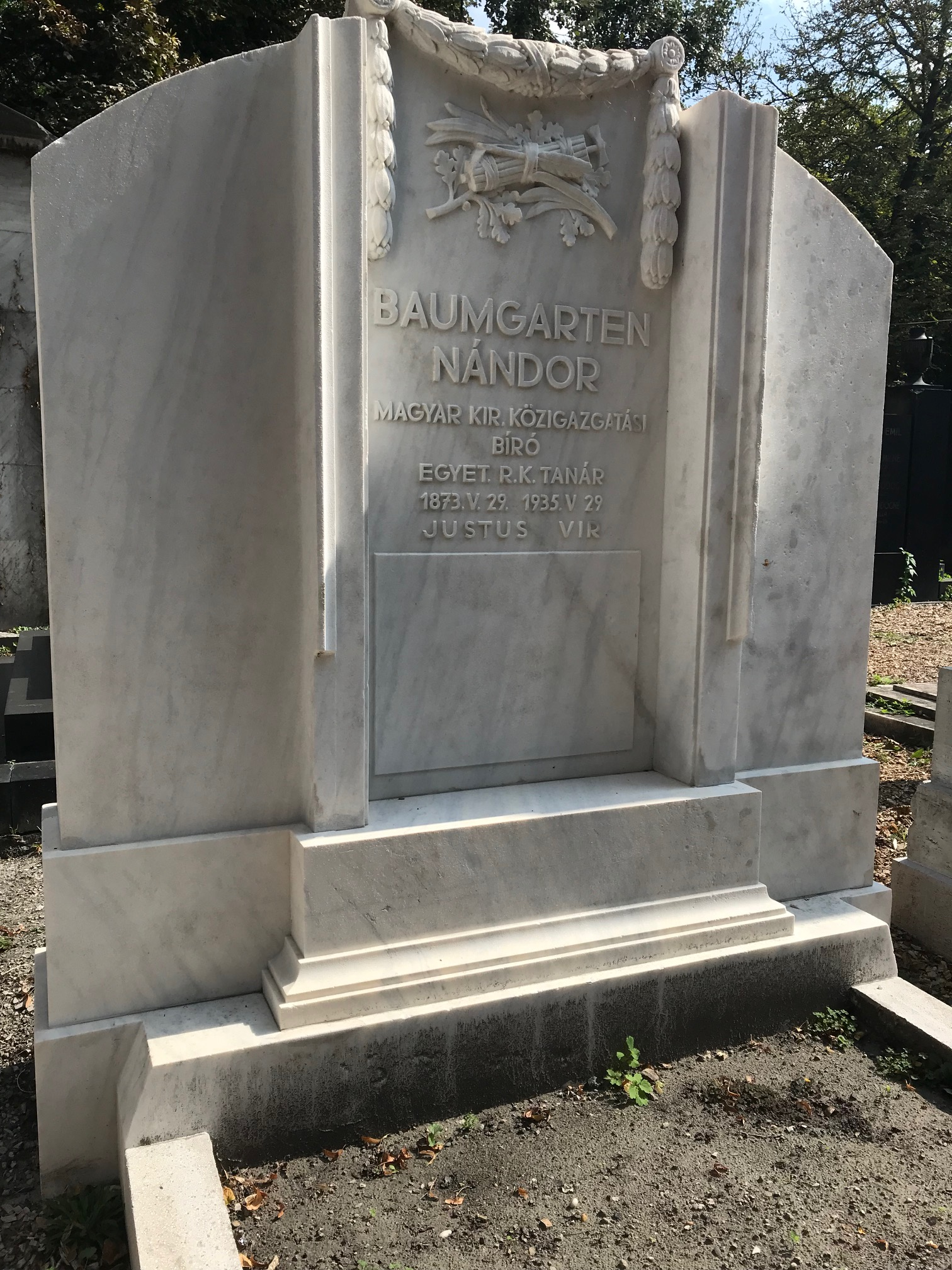
Sírja a Salgótarjáni utcai zsidó temetőben

Tanulmányai befejezése után 1899-ben ügyvédi irodát nyitott Budapesten. Bejárta Nyugat-Európát, 1904-ben az Amerikai Egyesült Államokban tanulmányúton vett részt, komoly műveltségre, tapasztalatra, nyelvtudásra tett szert. 1914-ig ügyvédként, 1914-től 1921-ig közigazgatási ítélő bíróként dolgozott. Közben 1905-től a Budapesti Tudományegyetemen kereskedelmi és váltójog magántanára, 1915-től címzetes nyilvános rendkívüli tanára. Harminc évet tanított az egyetemen. 1921-től a nyugdíjba vonult bíró a Belcsényi Cementgyár Unió elnökeként tevékenykedett. A 20. század első évtizedeinek neves kereskedelmi jogásza, több jogág kiemelkedő jogtudósa 1935. május 29-én, 62 éves korában, hunyt el Budapesten.
Baumgarten szemléletét a gazdasági liberalizmus, a magántulajdon rendjének tisztelete hatotta át, a nemzetek közötti gazdasági jogegyenlőségnek, a hiteljog nemzetközi egyenlősítésének fontosságát vallotta. Tudományos érdeklődése a jogtudomány széles skáláján mozgott, a részvényjog, a pénzügyi jog, a kereskedelmi jog, a fuvarozási jog, a munkajog, a nemzetközi jog, az eljárási jog, a magánjog, az ipari tulajdonjog kérdései is vizsgálódásainak fókuszába kerültek. Legnagyobb korai elismerést kiváltó könyvét 1900-ban Nemzetközi vasúti árufuvarozási jog címmel adták ki, amelyet a jogász szakma a berni egyezményben kodifikált joganyag első rendszeres feldolgozásának, a bel- és külföldi szakirodalom, illetve joggyakorlat kifogástalan ismeretén alapuló tudományos kézikönyvnek minősített. Akadémiai díjnyertes művei – 1906-ban jelent meg a Kartellek és trustök című, Meszlény Artúrral közösen írt kötete és 1917-ben a Jogerő a közigazgatási eljárásban című könyve, amely a közigazgatási jogelmélet és joggyakorlat kérdéskörének színvonalas bemutatása – ugyancsak kiemelkedő alkotásnak számítanak. Különböző időszaki kiadványokban közel száz tanulmánya, dolgozata, cikke található, ezeket főleg a Jogállam, a Jogtudományi Közlöny, az Ügyvédek Lapja, a Magyar Pénzügy, a Budapesti Szemle, a Pénzintézeti Szemle, a Magyar Jogászegyleti Értekezések című folyóiratokban publikálta. Jogterületeiről különböző szervezetekben, társaságokban számos tudományos előadást is tartott.
1901-ben a Jogállam című folyóirat alapítója és 34 éven át – haláláig – szerkesztője. Az 1900-as évek elején a Magyar Jogászegylet titkára, később alelnöke lett. Ő szervezte meg a Nemzetközi Jogi Társaság magyarországi csoportját, amelynek főtitkári teendőit is végezte. Elnöke volt az Iparjogvédelmi Egyesületnek, alelnöke a Gazdaságjogi Intézetnek, tagja a Biztosítási Szaktanácsnak és 1929-től a hágai Nemzetközi Állandó Választott Bíróságnak is.
Házastársa Spitzer Flóra volt, akivel 1909. június 17-én kötött házasságot Budapesten, a Terézvárosban.

## Főbb művei
- Dr. Baumgarten Nándor összegyűjtött tanulmányai. Budapest : Grill, 1936. 1-2 kötet
  - 1. kötet: 709 p.
  - 2. kötet: 729 p.
- Bosznia-Herczegovina igazságügyi törvénytára : 1. köt. : kereskedelmi és ipari törvények. Budapest : Franklin, 1913. VI, 168 p.
- Jelzálogos kölcsönök visszafizetése és újabb joggyakorlatunk. Budapest : Grill, 1909. 41 p.
- Jogerő a közigazgatási eljárásban. Budapest : Grill, 1917. [4], 348, [1] p.
- Kartellek, trustök : keletkezésük, fejlődésük, helyzetük a gazdasági és jogrendben. Budapest : Grill, 1906. 508 p.
- A magyar vasuti jog vázlata. Budapest : Grill, [1905]. 62 p.
- Nagy Ferenc : emlékbeszéd : a Magyar Jogászegylet 1929. évi május 12-iki közgyűlésén elmondta Baumgarten Nándor. Budapest : Franklin-Társulat, 1929. 43 p.
- A nemzetközi bíróság újabb (1929-1930. évi) joggyakorlata. Budapest : Franklin, 1931. 64 p.
- Nemzetközi vasuti fuvarozási jog. Budapest : Singer és Wolfner, 1900. 363 p.
- A sztrájk jogi következményei : jogelemző tanulmány tekintettel a Polgári Törvénykönyv tervezetére. Budapest : Franklin, 1908. 93, [1] p.
- A tőzsdebíróság hatásköre és a külömbözeti ügyletek perelhetősége. Budapest : Grill, 1901. 43, [1] p.
- Az uj társulati adóról : a Magyar Közgazdasági Társaság 1923. dec. 20-iki ülésén tartott előadás. Budapest : Grill, 1924. 16 p.
- A vezérigazgató : tanulmány a részvényjogi reform köréből. Budapest : Wodianer Ny, 1913. 24 p.